# Richmond Football Club
Der Richmond Football Club ist ein Australian-Football-Verein in Richmond im australischen Bundesstaat Victoria, die in der Australian Football League (AFL) spielt. Das unter dem Spitznamen „The Tigers“ bekannte Team tritt traditionell in schwarzen Trikots mit gelber Schärpe an. Der im Jahre 1885 gegründete Verein gehörte lange zu den Spitzenteams im Australian Football, hatte jedoch über Jahrzehnte mit finanziellen und sportlichen Schwierigkeiten zu kämpfen. Ihre Heimspiele tragen die Tigers im Melbourne Cricket Ground aus.

## Geschichte
Die 1885 im Umfeld des Richmond Cricket Club gegründeten Tigers traten 1908 in die Victorian Football League (VFL) ein. Nach einigen Startschwierigkeiten gelang Richmond im Jahr 1919 der erste Einzug ins Grand Final, wo man sich jedoch dem Erzrivalen Collingwood Magpies geschlagen geben musste. Ein Jahr später erfolgte in einer Neuauflage die Revanche gegen Collingwood und damit der Gewinn des ersten Meistertitels in der VFL. 1921 verteidigten die Tigers ihren Titel in einem spektakulären Grand Final gegen die Carlton Blues. Von 1927 bis 1929 trat Richmond in der ersten Grand Final Trilogie gegen Collingwood an, verlor jedoch alle drei Spiele. Weitere Titelgewinne gelangen 1932 und 1934 gegen Carlton bzw. South Melbourne. 1943 gelang unter dem legendären Spielertrainer Jack Dyer ein spektakulärer Grand Final Sieg gegen die Essendon Bombers, flankiert von zwei weiteren Vizemeister-Titeln 1942 und 1944. In der Nachkriegszeit setzte ein sportlicher Niedergang ein, der bis in die 1960er Jahre andauerte. Erst mit der Verpflichtung von Tom Hafey als Trainer im Jahr 1966 begann für die Tigers eine neue sportliche Glanzzeit. 1967 besiegte man die Geelong Cats im Grand Final und holte erstmals seit 24 Jahren wieder den VFL-Meistertitel. 1969 schlugen die Tigers die Carlton Blues im Grand Final, 1973 und 1974 erfolgten weitere Meistertitel. 1980 deklassierte Richmond den Erzrivalen aus Collingwood im Finale mit 159:78. Dies war der bis heute letzte Meistertitel für die Tigers. 1982 gelang zum vorerst letzten Mal der Einzug ins Grand Final, welches jedoch gegen Carlton verloren wurde. Die restlichen 1980er Jahre waren ein finanzielles und personelles Fiasko, da Richmond viele hochbezahlte Spieler unter Vertrag genommen hatte, welche jedoch nicht den erhofften sportlichen Erfolg brachten. Die Insolvenz konnte zwar abgewendet werden, doch seinen Status als Topteam hatte Richmond eingebüßt. Die Regular Season überstand man danach nur noch unregelmäßig, nennenswerte Erfolge blieben über Jahrzehnte völlig aus.
2017 gelang Richmond dann völlig überraschend der erste Meisterschaftsgewinn seit 37 Jahren, nachdem man die favorisierten Adelaide Crows im Grand Final mit 108:60 besiegte. Zwei Jahre später gewann Richmond erneut das Grand Final, diesmal gegen die Greater Western Sydney Giants mit 114:25. 2020 erfolgte dann durch einen 81:50-Finalsieg gegen die Geelong Cats die Titelverteidigung und somit die dritte Meisterschaft innerhalb von nur vier Jahren. Dem Team um Superstar Dustin Martin war damit eine in der Geschichte der Tigers bisher unerreichte Titelausbeute gelungen.

## Fans
Seit 2013 hat Richmond über 60.000 Mitglieder und zählt damit zu den größten Clubs der AFL. Traditionell galten die Tigers eher als Verein der Mittelklasse, ganz im Gegensatz zum Erzfeind aus Collingwood, der auch heute noch stark mit der „Unterschicht“ assoziiert wird.

## Erfolge
- Meisterschaften (13): 1920, 1921, 1932, 1934, 1943, 1967, 1969, 1973, 1974, 1980, 2017, 2019, 2020
- McClelland Trophy (8): 1967, 1972, 1973, 1974, 1975, 1977, 1982, 2018